# Адгезиви
Адгези́вами (англ. adhesives) називають природні і синтетичні матеріали, за допомогою яких можна склеювати поверхні та вироби. Клеї, цементи, смоли — це адгезиви.

## Природні клеї і смоли
Природні клеї одержують із природних речовин, наприклад з кісток тварин у результаті їх виварювання. Рослинні організми також місять клейкі речовини, як-от крохмаль чи агар-агар. Крохмаль міститься в картоплі, агар-агар — у водоростях. Ці речовини використовують для наклеювання марок на конверти. Основним недоліком природних клеїв та смол є те, що вони розкладаються під дією таких мікроорганізмів, як цвіль.

## Цемент
Будівельний цемент одержують з подрібненої гірської породи з додаванням різних речовин. Цемент, змішаний з водою та піском, називають будівельним розчином. Розчин використовують для з'єднування цеглин у кладці, а також кам'яних блоків і залізобетонних конструкцій.

## Синтетичні клеї
Синтетичні клеї — це розчин полімерів. Одні клеї тверднуть після випаровування розчину, інші — у результаті з'єднування двох чи кількох компонентів. Різні типи клеїв мають і різну силу склеювання. Одні застосовуються для з'єднування частин корпусів літаків і мають величезну міцність на розрив. Інші (наприклад для наклеювання ярликів на одяг) просто з'єднують, але не скріплюють поверхні предметів.